# Michel Orso
Pour les articles homonymes, voir Orso.
Orso Paolo Bertolucci dit Michel Orso, né le 12 décembre 1936 à Prunelli-di-Casacconi (Haute-Corse), est un auteur-compositeur-interprète français.

## Biographie
À cinq ans il est soliste dans la chorale de l’orphelinat où il est pensionnaire. Il est envoyé, plus tard, chanter les Vêpres dans d’autres églises.
En quittant l’orphelinat il fait toutes sortes de métiers : boulanger, boucher, maçon, et le soir, chante dans les crochets de fêtes de quartier. Puis, il est invité à chanter dans les mariages, baptêmes, communions, de la région et encouragé dans les concours d’amateurs. Un jour, il saute le pas et monte à Paris. Là, commence une période difficile où il chante dans plusieurs orchestres avant d’être engagé pour repartir dans le midi en tournée avec Adamo, Eddy Mitchell, et Enrico Macias.
En 1966, Angélique devient le grand succès de Michel Orso avec plus de 75 000 singles vendus. Michel Orso avoue que cette chanson a changé sa vie. Il a écrit aussi Ma vérité c’est toi, Le veston à carreaux, L’enfant de la rue et L’ami tu nous reviens.
Au début des années 1970 il fait la tournée des cabarets du sud de la France en se produisant à Marignane au colt salon à Lunel à Narbonne, etc. pendant au moins 5 ans puis commence une longue traversée du désert qui dure 30 ans. Il est pris en main dès 1970 et jusqu'en 2005 par l'association La Roue tourne, de Janalla Jarnach, qui vient en aide aux artistes déchus, ou dans le besoin.
Depuis 2006, et jusqu'en 2015, Michel Orso reprend sa carrière en sillonnant la France avec un spectacle dédié à son idole Gilbert Bécaud à travers la tournée Âge tendre et Têtes de bois et chante de temps à autre aux côtés de l'auteur, compositeur interprète et musicien, François Grimaldi, dans son restaurant-cabaret "le Lamarck", sur la butte Montmartre.
Il participe à toutes les saisons de cette tournée jusqu'à la saison 9. Il y revient de janvier à avril 2020, pour la douzième saison, en tournée dans toute la France, et entouré de Michèle Torr, Herbert Léonard, Claude Barzotti et Les Forbans, notamment.

## Discographie
- Angélique
- Mon veston à carreaux
- Un sourire qui en disait long
- Le globe trotter
- Ma vérité
- La mouette
- Moitié-Moitié
- Pochette surprise
- Sans toi
- Chanson pour ma muse
- Du temps de mes 42 ans
- Ces enfants là
- Marie-Juliette
- Ce petit bout
- De souvenir
- La marchand de pluie
- Hier, c'était pour rien
- L'oiseau du voyage
- Belle la vie est belle
- J'ai des larmes dans les yeux
- Chanson pour vous
- Toi et moi
- Au soleil de Vincent Scotto
- On a bien raison de croire
- Ce sera notre été

## Dernières représentations
- 2006-2008 : Tournées Âge tendre & Têtes de bois (France entière)